# 烏斯佳 (斯特雷區)
49°30′49″N 23°55′22″E / 49.51361°N 23.92278°E
烏斯佳（烏克蘭語：Устя），是烏克蘭西部利維夫州斯特雷區米科拉伊夫市镇的村庄。始建於1433年，面積1.26平方公里，海拔高度255米，2001年人口1,120。